# Mrežnički Novaki
Mrežnički Novaki – wieś w Chorwacji, w żupanii karlowackiej, w mieście Duga Resa. W 2011 roku liczyła 188 mieszkańców.